# ارمنستان در ۲۰۱۵
لیست زیر رویدادهایی است که در طی سال ۲۰۱۵ (میلادی) در ارمنستان اتفاق افتاده است.

## صاحب منصبان
- رئیس‌جمهور: سرژ سرکیسیان
- نخست‌وزیر: هوویک آبراهامیان

## رویدادها

### ژانویه
- ۱ ژانویه - ارمنستان به اتحادیه اقتصادی اوراسیا پیوست.[۱][۲]
- ۱۲ ژانویه - «والری پرمیاکوف» یک سرباز وظیفه روس مستقر در پایگاه نظامی ۱۰۲ روسیه در گیومری، شش عضو یک خانواده ارمنی شامل، یک کودک دو ساله را به قتل رساند، و به علاوه، یک پسر کودک شش‌ماهه را نیز مجروح نمود. پرونده شناسایی فرد جنایتکار توسط نیروهای امنیتی ارمنستان آغاز گشت.[۳]
- ۱۹ ژانویه - پسر کودک شش ماه نیز بر اثر عمق جراحات در بیمارستان درگذشت، و هفتمین قربانی از خانوداه ارمنی گشت که پیشتر شش عضو دیگر خانواده وی نیز توسط «والری پرمیاکوف» سرباز جنایتکار روس کشته شده بودند.[۴]

### آوریل
- ۲۴ آوریل - صدمین سالگرد نسل‌کشی ارمنی‌ها گرامی داشته شد.

### مه
- مه - شیرطلایی دوسالانه ونیز به ارمنستان اعطاء گردید[۵][۶]

## درگذشتگان
- ۲۷ فوریه: ریچارد باکالیان، ۸۴, بازیگر
- ۲۹ آوریل: واردان میلیتوسیان، ۶۴, وزنه‌بردار
- ۱۵ ژوئن: کرک کرکوریان، ۹۸,  خلبان، کارآفرین، و سرمایه‌دار
- ۴ اکتبر: اوگانس زانازانیان، ۶۸, بازیکن فوتبال
- ۲۴ نوامبر: واردوهی واردرسیان، ۸۷, بازیگر